# فيلاديمولس
بلدية فيلاديمولس (بالإسبانية: Vilademuls) هي بلدية تقع في مقاطعة جرندة التابعة لمنطقة كتالونيا شمال شرق إسبانيا.

## الديموغرافيا
بلغ عدد سكان بلدية فيلاديمولس 780 نسمة عام 2011 (وفقاً للمعهد الوطني الإسباني للإحصاء).
| 751 | 744 | 737 | 787 | 769 | 786 | 780 |